# Нижегородская ярмарка
Нижегородская ярмарка — исторический район, где располагалась крупнейшая ярмарка Российской империи. Центральный выставочный центр Нижнего Новгорода. В Главном ярмарочном доме находится выставка «Россия — моя история». Расположена в заречной части города.

## История

### Предшественники
Торговля на Волге началась в первой половине XIII века на Арском поле, около Казани. В 1524 году Василий III, воспользовавшись тем, что татары разграбили русских купцов, запретил им ездить в Казань и учредил русскую ярмарку в Васильсурске. Место было выбрано неудачно, поскольку Васильсурск, будучи в то время пограничным городом, служил исходным пунктом военных действий против Казани.
После покорения Казанского (1552) и Астраханского ханств (1556) весь Волжский торговый путь, кроме Каспия, оказался в руках Московского государства, что способствовало развитию как внутренней так и внешней торговли. В 1559 году посол из Персии посетил Москву для налаживания взаимной торговли. Именно тогда, в середине XVI века, и возникла одна из крупнейших ярмарок — Макарьевская, расположенная на расстоянии менее 90 км от Нижнего Новгорода, у обители преподобного Макария; официальной даты основания ярмарки не установлено.
Благодаря выгодному расположению, на середине Волжского пути (между впадениями в Волгу Оки и Камы), ярмарка активно развивалась. В 1641 году царь Михаил Фёдорович дал монастырю право собирать с торговцев за один день торговли таможенную пошлину. В 1648 году Алексей Михайлович разрешил торговать беспошлинно пять дней, а затем велел платить особый налог. В 1666 году на ярмарку приезжали уже купцы не только из всей России, но и из-за границы. Ярмарка длилась 2 недели.
Главную роль в торговле играли крупнейшие купцы из городов, связанных именно с Волжским путём (Москва, Петербург, Ярославль, Нижний Новгород, Казань). Среди иностранных купцов выделялись армяне, торгующие персидским шёлком, их насчитывалось до 1,5 тысяч. На Макарьевской ярмарке, то есть под стенами Макарьевского монастыря, действовала армянская церковь, а также мечеть.
В начале XVII века привоз товаров достигал 80 тысяч, во второй половине XVII века — 490 тысяч, а к концу XVII века — 30 миллионов рублей. В то время в Макарьеве располагалось 1400 ярмарочных помещений. Кроме того, купечеством было построено ещё 1800 лавок. Казна Российской империи получила от найма лавок в 1790 году 15 тысяч рублей, а в 1810 году — до 120 тысяч.
Ярмарка разрослась на противоположный берег Волги у села Лысково. Строения ярмарки носили временный характер, представляя деревянные балаганы, лавки и трактиры. К середине XVIII века многие строения пришли в негодность и, 18 (30 по новому стилю) июня 1751 года, вышел царский указ о постройке каменного гостиного двора на месте старого деревянного. Сохранились многочисленные проекты по перепланировке ярмарки конца XVIII — начала XIX веков. К концу 1809 года перестройка ярмарочного комплекса была завершена.
16 (28) августа 1816 года произошёл пожар, который уничтожил гостиный двор (за исключением каменного корпуса), со всеми временными балаганами. Пожар произошёл уже после окончания торгов (концом торга считался праздник Медового Спаса, то есть 1 (13) августа). Убыток составил свыше 2 миллионов рублей. Этот пожар выдвинул вопрос о перенесении ярмарки, так как у монастыря было мало места и, кроме того, течением Волги ежегодно отмывало макарьевский берег.

### Перенос ярмарки
Понимая важность постройки нового экономического центра, император Александр I отложил перестройку Зимнего дворца, направив выделенные для этого деньги на постройку ярмарки. Всего на постройку гостиного двора было ассигновано из казны 6 миллионов рублей. Строительство возглавил председатель столичного Комитета строений генерал-лейтенант Августин Бетанкур. Основой для создания архитектурного ансамбля послужил план, разработанный ещё в 1804 году архитекторами Андреяном Захаровым и Ифастом Матвеевым. 15 февраля 1817 года началось строительство, которое длилось 4 года.
15 (27) июля 1822 года в каменном гостином дворе и деревянных временных помещениях была открыта торговля. Продолжительность ярмарки составляла более месяца: флаги поднимались 15 (27) июля и опускались 25 августа (6 сентября). Но самая бурная торговля начиналась с августа и продолжалась до начала сентября.
Ярмарка занимала площадь в почти 8 км² на левом низком берегу реки Оки, на большом мысе (Стрелке), образуемом при впадении Оки в Волгу.

#### Первоначальное обустройство
Центральной частью ярмарки был сооружённый гостиный двор, спроектированный Августином Бетанкуром, состоящий из 60 отдельных корпусов с 2530 лавками. Главный дом в духе классицизма и боковые административные корпуса образовывали центральную парадную площадь. Для защиты от весенних вод, затоплявших это место, было насыпано основание высотой 3,5 метра. По берегам обводного канала было выстроено ещё более 40 каменных больших зданий для торговли и склада товаров.
Подковообразный обводной канал 100-метровой ширины с трёх сторон окружал центральную часть архитектурного ансамбля. Уникальное гидротехническое сооружение, получившее имя Бетанкуровского канала, соединялось с Мещерским озером и Пырским каналом. По масштабу комплекс был сравним с гидротехническими сооружениями Царского Села и Петергофа. В настоящее время от канала и системы мостов ничего не осталось.
Особое внимание привлекал уникальный для того времени плашкоутный (наплавной) мост через Оку. Имея 510 метров в длину, он являлся самым длинным наплавным мостом того времени.
В то же время построен и Спасский Староярмарочный собор — одно из немногих зданий, сохранившихся до XXI века. Строительство собора было начато 20 августа 1818 года по проекту архитектора Огюста Монферрана (который в это же время проектировал Исаакиевский собор). Собор проектировался в виде центрической композиции на квадратном плане 25×25 метров с алтарём и тремя притворами. Простенки между высокими окнами на главах собора украшали ионические полуколонны, купола имели полусферическую форму. Общая высота сооружения (вместе с крестом) — 39 метров. К лету 1822 года была закончена отделка собора, выполненная основателем Арзамасской школы живописи академиком Александром Ступиным. Освящение собора состоялось 25 июля 1822 года.
Тоска, тоска! Он в Нижний хочет,

В отчизну Минина. Пред ним

Макарьев суетно хлопочет,

Кипит обилием своим.

Сюда жемчуг привёз индеец,

Поддельны вины европеец;

Табун бракованных коней

Пригнал заводчик из степей,

Игрок привёз свои колоды

И горсть услужливых костей;

Помещик — спелых дочерей,

А дочки — прошлогодни моды.

Всяк суетится, лжёт за двух,

И всюду меркантильный дух.
На площади за собором располагалась высокая колокольня, разработанная архитектором Антоном Леером. Её высота составляла 54 метра. Сооружение выполняло роль заметного ориентира для приплывающих на ярмарку судов. На первом этаже колокольни располагались хозяйственные помещения, на втором — жилые помещения для священнослужителей. Больше всего места занимала Казанская церковь. Четырёхъярусная колокольня с 15 метровым шпилем завершала верхнюю часть строения.
Учитывались и потребности прихожан других религий, для чего были построены Армяно-григорианская церковь и мечеть. Указ о строительстве этих сооружений вышел в 1825 году. Работами руководил инженер Баус. Армянская церковь имела план в виде круга диаметром 21,5 м. Общая высота церкви вместе с куполом была также 21,5 м. Мечеть была архитектурно похожа на армянскую церковь, отличаясь лишь двухэтажностью и трёхступенчатым шпилем в роли минарета.
Площадь перед собором с противоположной стороны украшали Китайские ряды — четыре корпуса в духе китайской архитектуры, предназначенные для торговцев из Азии, основным предметом торговли для которых являлся чай.
Впервые для российских ярмарок того времени на территории были разработаны санитарно-технические сооружения — подземная сводчатая канализация. Две круглые башенки между крайними рядами гостиного двора служили входами в две подземные галереи. Подземные галереи представляли собой длинные коридоры с каменными стенами и сводами и кирпичным полом. Длина каждой галереи — 640 метров, ширина — 2,1 метра, высота — 2,5 метра. Вдоль задней стены коридора пролегал жёлоб, над которым были установлены разделённые перегородками писсуары. Чистота помещений поддерживалась ежедневно при помощи воды из трубы, соединявшейся с обводным каналом. Для России того времени это были уникальные сооружения, подземные работы до этого времени проводились лишь в Москве (1816—1829). Гораздо позднее подобные подземные галереи появились в Париже.
В 1833 году Нижний Новгород посетил Александр Пушкин. Однако Нижегородскую ярмарку он упоминал в «Путешествии Онегина» ещё до посещения. 

### Расцвет
Вторая половина XIX века была эпохой расцвета для ярмарки. Открытие Николаевской железной дороги в 1851 году почти утроило стоимость привозимых товаров, которая ещё больше увеличилась с открытием Московско-Нижегородской железной дороги.
Ярмарка приобретает международное признание: на неё приезжают русские торговцы, европейцы, армяне, персы, бухарцы, хивинцы, ташкентцы. В 1846 было привезено товаров на сумму 57 214 906 рублей серебром, а продано — на сумму до 49 549 377 рублей серебром. Главные статьи торговли: хлопчатобумажные изделия, чай, металлы, шерстяные и шёлковые изделия.
Во время ярмарки из города приезжали нотариусы, банки, коммерческие и другие конторы. Ежегодно на неё съезжалось до 200 000 человек, тогда как в самом Нижнем Новгороде проживало тогда менее 20 000. Количество приезжающих на ярмарку гостей приводит к развитию инфраструктуры города — были построены гостиницы, трактиры, рестораны, чайные, а также развивалась сфера услуг. На противоположном берегу Оки была застроена благоустроенными кирпичными зданиями Рождественская улица. Процветало судоходство, было проложено Московское шоссе.
Продолжалась и архитектурная застройка территории самой ярмарки. В 1852 году была построена Крестовоздвиженская часовня, по проекту Александра Брюллова. В 1859 году — Печёрская часовня, по проекту Ивана Кострюкова. А в 1866 году, по проекту петербургского архитектора Гущина, на набережной Оки, напротив Главного дома, была построена самая крупная на ярмарке часовня — Макарьевская.
В 1858 году ярмарочное купечество решило построить новый собор, в память о посещении ярмарки императором Александром II. В 1864 году был готов проект губернского архитектора Роберта Килевейна. Проект потребовал пересмотра сначала по причине недостаточной его прочности, затем — по причине недостаточности его финансирования. Было решено снизить стоимость строительства с 200 тысяч до 100 тысяч рублей. Новый проект, предложенный молодым архитектором академиком Львом Далем, также не был утверждён. Авторство окончательного проекта до сих пор не установлено, возможно, что автором является архитектор И. С. Вишневский. В 1867 году ярмарку посетил великий князь Владимир Александрович, который участвовал в церемонии освящения места закладки собора. Основное строительство Невского собора было начато 18 августа 1868 года и длилось 13 лет. Собор был возведён без традиционного свайного основания и представлял собой центрическое монументальное сооружение с пятью восьмигранными шатрами, центральный из которых поднимается на высоту 72,5 метра. В декоре фасада сочетались элементы разных[каких?] архитектурных стилей (эклектика). 20 июля 1881 года строительство было закончено и собор торжественно освящён в присутствии императора Александра III, его супруги Марии Фёдоровны и цесаревича Николая.
Частые пожары приводили к тому, что всё большее количество зданий перестраивалось в каменные, этому же способствовал указ о переходе построенного каменного здания в собственность владельца.
В 1860-х годах нижегородский купец Э. Шмит установил на территории ярмарки 650 фонарей, а к 1885 году появилось электрическое освещение зданий, а впоследствии и улиц. В 1870 году на ярмарке были построены водопровод и фонтаны перед Спасским собором и Главным домом. Также была сооружена водонапорная башня.
К концу 1880-х годов Главный ярмарочный дом настолько устаревает, что специальная комиссия приходит к выводу о полной его перестройке. В следующем же году было закончено строительство нового здания по проекту архитекторов Карла Треймана, Александра фон Гогена и Алексея Трамбицкого. Строение было выполнено в формах русской архитектуры XVII века. Здание продолжало выполнять роль административного центра — во время ярмарки в нём размещалась квартира губернатора и его канцелярия, ярмарочная контора, комитет и отделение государственного банка. На первом этаже находился пассаж.
В 1896 году рядом с Нижегородской ярмаркой открывается Всероссийская выставка, к которой было приурочено появление трамвайного сообщения.
Развитие капиталистических отношений в России привело к развитию банковских учреждений. В 1880—1890 годах на территории ярмарки открылись филиалы крупнейших банков России: Государственного, Сибирского торгового, Казанского купеческого, Волжско-Камского коммерческого, Московского торгового, Московского купеческого, Московского Азовского и Московского торгово-промышленного товарищества.

#### Товары
В первой половине XIX века первостепенная роль на ярмарке отводилась чаю. Во второй половине XIX века чайная монополия потеряла свои позиции. 30 апреля 1861 вышло разрешение на торговлю с китайцами на общих основаниях, а к 1862 году был разрешён привоз кантонского чая по западной границе России, что опустило чай на уровень остальных товаров.
После падения чайной монополии появился спрос на крестьянские товары и, в первую очередь, на хлопчатобумажные изделия. Писатель Александр Гациский связывал причины такого роста с последствиями крестьянской реформы 1861 года. На ярмарку хлопчатобумажные товары доставлялись с трёх направлений: московского, владимирского и костромского. Тогда как из московских районов привозили высококачественный ситец, остальные районы везли ситцы низшего сорта, немаловажную часть которых составляла продукция шуйско-ивановских фабрик, ориентированная на азиатский рынок.
В тесной связи с хлопчатобумажными изделиями находилась торговля хлопком и красками. Хлопок доставлялся как из Америки, так и из Азии («бухарский хлопок»). Из красок наибольшую значимость имела марена, которую затем сменили минеральные красители: анилин и ализарин.
Из металлов основным товаром было железо, доставляемое по Волге, в основном, с Урала. Торговля железом контролировалась несколькими крупными капиталистами, которые платили авансом и устанавливали за собой исключительное право на закупку железа, затем перепродавая его остальным покупателям. Непроданное на ярмарке железо оставалось на складах и использовалось железоперерабатывающими предприятиями нижегородской губернии из Павловского, Краснораменского и других районов. За исключением железа и меди, роль торговли другими металлами на ярмарке была незначительна.
Из продуктов питания значительное место в торговле занимала рыба, хлеб и вино.

#### Культура
На Нижегородскую ярмарку приезжали не только торговать, но и веселиться. Для развлечений на территории торга была выделена целая улица. В народе ее называли «весёлая Самокатная», поскольку на ней стояли карусели (самокаты). И уже в первоначальном плане застройки было предусмотрено здание театра. 
Владелец театра — князь Яков Шаховской. Труппа его крепостных крестьян выступала на подмостках театра до 1830-х годов. Ежегодно театр посещали лучшие артисты Москвы и Петербурга того времени: Михаил Щепкин, Шумской, Мартынова и другие. Драматург Александр Островский посетил ярмарку в 1845 году, написав, что ярмарочный театр не уступает московскому.
Особенно ходовыми постановками в то время были «Женевская сирота», «Жизнь игрока», «Детский доктор», «Ляпунов», «Бенвенуто Челлини», а также «Гамлет» и «Маскарад». 
С 1860-х годов начинается период гастрольных выступлений оперных и балетных трупп. В 1868 году на сцене выступили итальянские певцы с операми «Севильский цирюльник», «Риголетто», «Фауст».
В 1878 году по проекту Роберта Килевейна построили новое каменное здание Большого ярмарочного театра на 1600 мест; в то же время был расширен и театральный репертуар. Туда вошли оперы русских и зарубежных композиторов: М. И. Глинки, А. С. Даргомыжского, А. Н. Серова, П. И. Чайковского, а также Д. Верди и Ж. Бизе. В 1893—1894 годах ставили около 20 опер, среди которых «Трубадур», «Пиковая дама», «Бал-маскарад» и «Снегурочка», которая пользовалась особой популярностью.  
Середина XIX века стала временем подъёма концертной деятельности. Концерты проходили в зале Главного ярмарочного дома. Среди выступавших был и молодой нижегородец Милий Балакирев — будущий дирижёр и композитор, глава «Могучей кучки».
В 1895 году владельцем театра стал солист Мариинского театра Н. Н. Фигнер, на сцену начали выходить лучшие певцы России, среди которых был и Ф. И. Шаляпин.  
Кроме Большого ярмарочного театра работал Малый ярмарочный театр, а также кукольные балаганы и цирк, который появился в 1817 году. На арену выходили танцовщики, фокусники, акробаты на канатах и дрессировщики с медведями. После на его месте появился ипподром, а под цирк выделили землю рядом с Мещерским озером. В 1879 году поставили временный балаган, а спустя 7 лет построили уже каменное здание. В нём выступали известные цирковые братья Никитины. 
С синематографом гостей Нижегородской ярмарки познакомили в 1896 году, спустя год после его изобретения. Французский антрепренер Шарль Омон открыл «Театр концерт-паризьен» и продемонстрировал фильмы братьев Люмьер, среди которых знаменитая короткометражка «Прибытие поезда».

### Упадок
Начало Первой мировой войны отразилось на экономическом благополучии ярмарки. Несмотря на то, что она не была закрыта, каждый новый торговый сезон демонстрировал всё больший спад. Кроме того, на её территории начали размещать беженцев и военные подразделения. Солдаты и беженцы «обустраивали» свой быт за счёт имущества, оставленного в пустовавших в межсезонье торговых корпусах.
После установления в городе Советской власти ярмарка некоторое время продолжала функционировать, однако 17 января 1918 года Нижегородский совдеп предписал присоединить территорию ярмарки к Нижнему Новгороду и упразднить собрание уполномоченных ярмарочного купечества и ярмарочный комитет.
Экономическая политика, проводимая советским правительством, не позволяла функционировать нормальным торговым отношениям. Так в 1918 году на ярмарке предполагалось, что товары будут меняться только на хлеб, без денежных расчётов. В результате торговый оборот составил 28 миллионов рублей, тогда как товар ещё на 40 млн рублей был просто не реализован.

### Советский период
С введением в стране НЭПа ярмарка быстро начала набирать обороты. Торговля велась с 1922 по 1929 годы, за этот промежуток товарооборот вырос с 31 до 300 миллионов рублей. Ярмарка обрела статус всесоюзной выставки. В 1928 году в ней приняли участие более 2500 фирм. Были также представители из других стран — Персии, Китая, Афганистана, Турции, Монголии и Ирака.
Последний раз ярмарка проводилась в 1929 году. В рамках борьбы за уничтожение НЭПа ярмарка была ликвидирована как социально враждебное явление указом от 6 февраля 1930 года.
Четыре последующих десятилетия корпуса на территории ярмарки использовалась в качестве жилья. Культовые сооружения, кроме двух соборов, были уничтожены. Район превратился в своеобразные городские «трущобы».
С 1934 по 1954 в главном ярмарочном доме располагался горьковский горсовет.
Новые веяния начались лишь в 1970-х годах, когда был принят план о переносе центра города в нижнюю, левобережную, часть. Глобальная реконструкция мало что оставила от плана застройки XIX века. Более или менее сохранилась лишь переименованная в Стрелку Александро-Невская улица. В главном ярмарочном доме открылся магазин «Детский мир».

## Современная ярмарка

### Возрождение Ярмарки, 1990-е — 2000-е
Весной 1990 года проведена рекламная кампания «Пролог», а через полгода создана дирекция Ярмарки, которую возглавил В. В. Бессараб (он же стал первым генеральным директором Ярмарки). Новая организация получила название Всероссийского закрытого акционерного общества (Всероссийское ЗАО) «Нижегородская ярмарка» (сейчас форма собственности — АО). 
Уже в 1993 году на Нижегородской ярмарке было проведено 18 региональных, всероссийских и международных выставок. В последующие годы их количество только возрастало. 
Брендами Ярмарки в те годы стали такие проекты как: Международный научно-промышленный форум «Великие реки», Российский архитектурно-строительный форум, Всероссийский банковский форум, выставка научно-промышленного и инновационного потенциала «Будущее России», Бизнес-саммит и многие другие. 
Благодаря Нижегородской ярмарке и ее конгрессно-выставочной деятельности Нижний Новгород вновь стал открытым для всего мира.

### Нижегородская ярмарка в 2020-е
Сегодня Нижегородская ярмарка — современный выставочный комплекс. Общая территория комплекса — 46,9 тыс. м². Главный ярмарочный дом — 12,7 тыс. м², площадь двух выставочных павильонов — 7,2 тыс. м², открытая территория — 23 тыс. м².
В год на Ярмарке проводится более 100 мероприятий федерального и регионального уровня, которые посещают первые лица государства. Председатель Правительства РФ Михаил Мишустин выступил на конференции ЦИПР, председатель Совета Федерации РФ Валентина Матвиенко посетила выставку «История игрушки» на Нижегородской ярмарке. 
Ярмарка — домашняя площадка крупнейшего федерального ИТ-события — конференции ЦИПР («Цифровая индустрия промышленной России»).
В настоящее время Нижегородская ярмарка — это место презентации новых проектов и идей, встреч на высшем уровне. Ярмарка формирует инвестиционную и туристическую привлекательность Нижегородской области, способствует расширению деловых связей. Кроме того, Ярмарка — историческая и культурная достопримечательность  города. 
В 2020—2021 годы Нижегородская ярмарка провела реновацию: капитально отремонтирован первый павильон, возведён новый выставочный павильон (павильон № 2) — он стал победителем «Рейтинга архитектуры Нижнего Новгорода» в 2021 году (победителя определили по итогам голосования горожан и экспертов) и получил престижную архитектурную награду Гран-при крупнейшего архитектурного фестиваля «Золотая капитель — 2022». 
В 2021 году, в преддверии празднования 800-летия Нижнего Новгорода, проведено комплексное благоустройство прилегающей территории Нижегородской ярмарки. Теперь это комфортное городское пространство и место отдыха с арт-объектами, дровяной печью, ретрокаруселью и детской площадкой, оммажами на канал Бетанкура и Шуховскую башню. Ярмарочная площадь вошла в топ-100 «Проект Россия — 2023» в категории «Общественные пространства».  

### Празднование 200-летия Нижегородской ярмарки
В 2022 году Нижегородская ярмарка отметила 200-летие с начала торговли в ярмарочном каменном Гостином дворе. 
Хотя Ярмарка переехала в Нижний Новгород в 1817 году, торговля первоначально шла во временных постройках. И только к 1822 году была создана вся основная инфраструктура: каменный Ярмарочный дом, каналы для подвоза товаров, мосты, канализационная система. С этого момента Ярмарка окончательно «укоренилась» на новом месте.  
Празднование 200-летия открылось театрализованным представлением, в котором была воссоздана атмосфера настоящего ярмарочного города с его людьми, торговлей и развлечениями. Иммерсивное полуторачасовое шоу от режиссёра-постановщика Ильи Авербуха на 9 локациях объединило основные эпизоды из истории Ярмарки: торговую, чайную, скоморошную, театральную, мечтающую — в XIX веке, авангардную, фронтовую, детскую — в XX веке и современную, цифровую.  
На Ярмарке возродили и одну из давних традиций — на главной Ярмарочной площади подняли флаги. 
200-летие продолжилось фестивалем «Ярмарка в городе», который шёл в традиционные даты проведения исторической Ярмарки — с 15 июля по 25 августа. Каждые выходные на Ярмарочной площади проходили события, отсылающие к истории Ярмарки: фестиваль реконструкции «Приволжский штандарт» рассказывал о XIX веке, фестиваль «Горький Классик» — о XX веке. Гастрономические спектакли в историческом Гербовом зале Главного ярмарочного дома воссоздавали атмосферу роскошных купеческих приёмов. Кукольные представления, показ немых фильмов под аккомпанемент тапёра, ретрокарусель переносили гостей на весёлую Самокатную, главную площадь ярмарочных развлечений в XIX веке. 
Помимо территории Ярмарки в празднование были вовлечены музеи, библиотеки, театры и даже улицы: выставки дореволюционных фото и книг, спектакли, посвящённые 200-летию, гастрономические сеты, собранные из старинных рецептов ярмарочных ресторанов. Почти два месяца Нижегородская ярмарка, как и 200 лет назад, была одним из центров городской жизни.  
Фестиваль «Ярмарка в городе» с 2022 года проводится на Нижегородской ярмарке каждый год, возрождая традицию приезжать летом на Ярмарку.

### Фестивали на Нижегородской ярмарке
На Ярмарочной площади проводится множество городских мероприятий: Масленица, Пасхальная ярмарка, ярмарка фермерских продуктов и другие. Особенной популярностью пользуются фестивали «Ярмарка в городе» (июль — август) и «Новый год на Ярмарке» (декабрь — январь). 
Летом, в традиционные даты работы Нижегородской ярмарки в XIX веке, проходит фестиваль «Ярмарка в городе» и привлекает множество туристов со всей страны. Программа насыщена событиями: исторические реконструкции, ярмарочные гуляния, кинопоказы под открытым небом, кукольные спектакли, посиделки с самоваром у печи, концерты и многое другое.  
Зимой на Нижегородской ярмарке проходит фестиваль «Новый год на Ярмарке». В декабре и январе работают ярмарочный базар с авторскими сувенирами, фуд-кортом и мастер-классами, а также ледовый лабиринт, тематические фотозоны и каток. Гостями фестиваля «Новый год на Ярмарке» ежегодно становятся более 150 000 человек. 

### Награды и премии Нижегородской ярмарки
Деятельность Нижегородской ярмарки высоко оценивает экспертное сообщество. 
2021 год — новый логотип Нижегородской ярмарки стал победителем конкурса графического дизайна STA 2021 (Чикаго). 
2021 и 2023 годы — дважды Ярмарка становилась «Площадкой года» (премии EFEA Awards). Лауреатов премии определяют по результатам рейтинга, составленного по количеству упоминаний в публикациях российских СМИ форумов, выставок, конгрессов, фестивалей, организаторов мероприятий и мест для проведения событий. 
2022 год — Ярмарка с проектом «200-летие Нижегородской ярмарки» получила гран-при в номинации Попечительского совета «Национальное событие 2022 года» премии в области событийного туризма Russian Event Awards. Проект также стал лучшим в области событийного туризма в специальной номинации от Попечительского совета премии Russian Travel Awards — 2022. 
2022 год — Ярмарка с проектом «200-летие Нижегородской ярмарки» стала победителем XII Региональной премии в области развития общественных связей «Серебряный Лучник» — Приволжье в номинации «Культурно-просветительские проекты» в 2022 году. 
2023 год — пирожки «на один укус» от Ярмарочных рестораций возглавили рейтинг в номинации «Национальное блюдо/продукт» премии Russian Traveler Awards — 2023. 
2023 год — в «ТОП 50 – Самые влиятельные люди в MICE» вошла Елизавета Владимировна Зубакина, генеральный директор АО «Нижегородская ярмарка».

### Мультимедийная выставка
4 ноября 2017 года в Главном ярмарочном доме была открыта новая мультимедийная выставка сети «Россия — моя история». Главный акцент выставки — история Нижнего Новгорода, начиная от финно-угорских народов. На территории комплекса находятся секции, рассказывающие про основание города, народное ополчение и бомбардировки города во время Великой Отечественной войны. В первый день работы вход на выставку был бесплатным, из-за чего на площади перед Главным ярмарочным домом выстроилась длинная очередь.

## Сохранившиеся здания и сооружения
Объекты культурного наследия федерального значения:
- Собор Александра Невского (ул. Стрелка, 3А)
- Спасский Старо-Ярмарочный собор (Бетанкуровский канал / Ярмарочный проезд, 10 к1)
- Главный ярмарочный дом (ул. Совнаркомовская, 13)

Объекты культурного наследия регионального значения:
- Дом причта Спасского (Староярмарочного) собора (Ярмарочный проезд, 5)
- Элементы комплекса Александро-Невского собора (ул. Стрелка, д. 14, лит. А, Б)
- Гостиница Никитиных (ул. Стрелка, 13)
- Ярмарочное пожарное депо (ул. Стрелка, 19 (литера А)
- Ярмарочная водозаборная станция (ул. Стрелка, 21в (литеры А, А1)
- Металлические конструкции павильонов Центрального здания Всероссийских выставок 1882 и 1896 годов (ул. Стрелка, 21 (литера Ж), ул. Стрелка, 21 (литера И)
- Корпус мануфактурных складов Нижегородской ярмарки  (ул. Мануфактурная, 14 (литеры Б, Б1)
- Торгово-складской корпус Нижегородской ярмарки (ул. Мануфактурная, 16 (литер А)
- Чугунный фонтан (площадь перед Главным Ярмарочным домом)

Исторически ценные градоформирующие объекты (реконструированные):
- Торговый корпус (ул. Стрелка, 18 (литера А)
- Торговый корпус (ул. Стрелка, 7 (литера А)
- Торговые корпуса напиточного ряда (ул. Стрелка, 4 (литера А), 4б (литеры В, В1, В3)
- Торговые корпуса ниточного ряда (ул. Стрелка, 3 (литера А)
- Биржевая (ярмарочная) гостиница Ермолаевых (ул. Стрелка, 1 (литера А).
- Торговый корпус (ул. Совнаркомовская, 1 (литера А)
- Торговый корпус с гостиницей (ул. Совнаркомовская, 2 (литера А)
- Гостиница Попова (Чистякова) (ул. Совнаркомовская, 4 (литеры А, Б)
- Гостиница Ермолаевых (ул. Керченская, 12 (литера А)

Утраченные ценные градоформирующие объекты (предполагается воссоздание):
- Гостиница Попова с торговыми лавками (ул. Керченская, 16 (литера А)
- Торговый корпус (ул. Стрелка, 21 (литера Б)
- Торговый корпус (ул. Стрелка, 21 (литера Э)
- Корпус канатного ряда (ул. Стрелка, 21 (литера Щ)
- Торговый корпус (ул. Стрелка, 12 (литера А)[17]